# Acacia floribunda
Acacia floribunda — вид квіткових рослин з родини бобових. Ареал: Австралія (Новий Південний Уельс, Квінсленд, Вікторія, Австралійська столична територія).

## Середовище
Росте в основному в прибережних склерофілових спільнотах, часто в піщаному алювіальному ґрунті та вздовж водотоків.

## Біоморфологічна характеристика
Це багаторічний вічнозелений кущ або дерево. Його широко культивують і натуралізований в Південній Австралії, Тасманії та Західній Австралії, а також в Індонезії, Маврикії та на півночі Нової Зеландії. Виростає до 6 метрів у висоту, але є доступна комерційна форма, яка досягає приблизно 1 м у висоту. Його кремові квіти з’являються ранньою весною (з серпня по вересень у південній півкулі).

## Використання
У ландшафтному дизайні Acacia floribunda дуже корисна для боротьби з ерозією, особливо в ярах. Він також корисний як живопліт або захист від вітру, навколо боліт і ставків і як тіньове дерево. Його часто продають як декоративну рослину для озеленення, оскільки воно швидко росте і має багато гарних квітів.